# Мизрахи, Илия
Илия бен-Авраам Мизрахи (известен как «Рэам» или «Реем» (лат. Reem) — по аббревиатуре от «Раввин Элияу Мизрахи»; род. в Константинополе между 1435—1437 гг., умер там же в 1526 г.) — османский раввин-галахист, библейский экзегет, учёный и математик. Преемник Моисея Капсали на посту главного раввина турецких евреев («хахам-баши», с 1492).

## Биография
Обучался у рабби Илии бен-Моисей га-Леви (Elijah ha-Levi; w:ЕЭБЕ/Илия га-Леви га-Закен) из Германии и рабби Иуды Минца из Падуи.
Известно только, что до занятия высокого поста хахама-баши Мизрахи находился в тяжёлых материальных условиях и занимался педагогической деятельностью. В одном респонсе Мизрахи в следующих словах рисует своё положение: «Житейские треволнения и разные несчастия преследуют меня одно за другим, с одной стороны, я зарабатываю средства к жизни лишь с величайшим трудом, с другой — несмотря на слабое здоровье, я принужден заниматься преподаванием разных наук, ничего общего между собой не имеющих, ежедневно переходя от Талмуда к астрономии, от астрономии к алгебре и т. д.». Несмотря на запрещение рабби Моисея Капсали, Мизрахи преподавал Тору и Талмуд караимам, что вызвало неудовольствие Капсали. В свою защиту Мизрахи привёл то обстоятельство, что его учитель, рабби Илия га-Леви, рабби Элиезер Капсали и рабби Ханох Цапорта преподавали караимам Талмуд и что, вообще, с древних времён еврейские учёные преподавали каждому, кто только жаждал науки, будь он и иноверец. Положение Мизрахи изменилось к лучшему с назначением его (1492) на пост хахама-баши, на место его умершего противника.

## Труды
- «Сефер ха-Мизрахи» («Книга Мизрахи» или «Восточная книга») — суперкомментарий к Раши на Пятикнижие, изданный его сыном, рабби Израилем Мизрахи (Венеция, 1527; ib., 1645; Фюрт, 1763). В нём Мизрахи защищает Раши от нападок Нахманида и других комментаторов, главным образом против возражений грамматического характера; часто комментирует толкования Раши математическими и астрономическими положениями и данными по географии Палестины. Имеющаяся в этом сочинении карта Палестины весьма ценна и является самой ранней из еврейских карт Палестины. Часто Мизрахи пользуется греческими и испанскими словами.

Суперкомментарий Мизрахи пользовался большой популярностью и вызвал, со своей стороны, много комментариев:
- «Toafot Reem» р. Mopдехая Карвалло;
- «Chaje Jizchak» сына предыдущего, рабби Исаака Карвaллo;
- «Toafot Rееm» Элиакима Гатиньо (Смирна, 1766);
- «Karne Reem» (Ливорно, 1768);
- «Ozerot Josef» рабби Иосифа Мильо (w:ЕЭБЕ/Мильо, Иосиф бен-Моисей);
- «Melechet ha-Kodesch» рабби Моисея Толедано (ib., 1803).
- Яков Маркариа (Рива ди Трента, 1561) и рабби Исаак га-Коген из Острога (Прага, 1604—1609) составили компендиум из него, под заглавием «Kizzur Mizrachi».

- «שאלות ותשובות» («Вопросы и ответы»; «Тшувот а-Рэам») — сборник респонсов (Константинополь, 1560—1561).
- «Маим амуким» («Глубокие воды») — сборник респонсов (Венеция, 1647; Берлин, 1778; Салоники, 1805).
- «פסקים» («Постановления») — галахические решения, оставшиеся неизданными.
- «Тосефет Семаг» — комментарий к кодексу рабби Моисея из Куси (Константинополь, 1526; вместе с текстом, под заглавием «חדושים», ib., 1541).
- «Сефер ха-миспар» («Книга о числах») — сжатое руководство по арифметике, алгебре и геометрии, изданное его сыном, рабби Израилем Мизрахи (Константинополь, 1534; второе издание без обозначения даты и места); латинский перевод Освальда Шрекфукса был издан Себастианом Мюнстером с примечаниями (Базель, 1546).
- «באור על ספר אלמגסטי» — комментарий к знаменитому сочинению «Альмагест» Птолемея (остался неизданным).
- «הארץ צורת» — издано его сыном в Константинополе в 1540 г.
- «באורים» — толкование на Евклидовы начала.